# Alba di Milano
L'Alba di Milano è un'opera dell'architetto londinese Ian Ritchie che è stata installata per un breve periodo di tempo innanzi alla Stazione Centrale di Milano, in Piazza Duca d'Aosta; era alta 30 metri, pesante 75 tonnellate e realizzata con 120 chilometri di fibre ottiche.
Era stata scelta in quanto vincitrice del concorso internazionale di architettura “Milano 2001:III Millennium – Segno luminoso”, promosso dal Comune di Milano ed organizzato dalla società AEM Spa, l'Arca, una rivista internazionale di Architettura.
Il comunicato con il quale si concludeva il concorso affermava che il "progetto, con la sua forza di immagine-simbolo, sarà in grado di esprimere i valori universali di imprenditorialità, cultura, socialità e spirito di ricerca che hanno caratterizzato da sempre la metropoli ambrosiana, e con i quali essa intende affrontare la sfida di un futuro interamente da costruire".
Il progetto è stato realizzato tra settembre e dicembre 2000, in tempi molto ridotti per un'opera con caratteristiche strutturali ed impiantistiche del tutto innovative, da costruire in un contesto urbano ristretto e non favorevole, grazie ad una accurata ingegnerizzazione in ambito progettuale delle fasi di montaggio e costruzione.
L'opera è stata quindi inaugurata il 18 gennaio 2001 dal Sindaco Gabriele Albertini.
A seguito di forti critiche (tra le quali, quella di Vittorio Sgarbi), l'opera è stata rimossa tra l'aprile e l'agosto 2002.
Nel marzo 2007 Sgarbi, nel frattempo divenuto assessore alla cultura di Milano per la Giunta di Letizia Moratti, ha annunciato di aver trovato un compratore per l'opera, rimasta in un magazzino comunale dalla sua rimozione.